# Hästö, Raseborg
Hästö med Furuholmen är en ö i Finland. Den ligger i Finska viken och i kommunen Raseborg i den ekonomiska regionen  Raseborgs ekonomiska region i landskapet Nyland, i den södra delen av landet. Ön ligger omkring 95 kilometer väster om Helsingfors.
Öns area är 40,4 hektar och dess största längd är 1,4 kilometer i öst-västlig riktning. Ön höjer sig omkring 20 meter över havsytan.

## Delöar och uddar
- Hästö 59°51′22″N 23°20′41″Ö / 59.85619°N 23.34475°Ö
- Furuholmen 59°51′24″N 23°20′03″Ö / 59.85666°N 23.3341°Ö